# Pițigoi cu ceafă albă
Pițigoiul cu ceafă albă (Machlolophus nuchalis) este o specie de pasăre din familia pițigoilor Paridae. Este endemic în India, unde se găsește în zonele de savană uscată și de tufă spinoasă în două populații disjunse, în vestul Indiei și în sudul Indiei. 
Este o specie dificil de confundat din cauza modelului său de culoare alb-negru. Arealul speciilor este foarte fragmentat din cauza activității umane, ceea ce o face vulnerabilă la dispariție din cauza deficitului de habitate de reproducere.

## Taxonomie
Pițigoiul cu ceafă albă a fost anterior una dintre numeroasele specii din genul Parus, dar a fost mutat în genul Machlolophus după ce o analiză filogenetică moleculară publicată în 2013 a arătat că membrii noului gen au format o cladă distinctă.

## Galerie

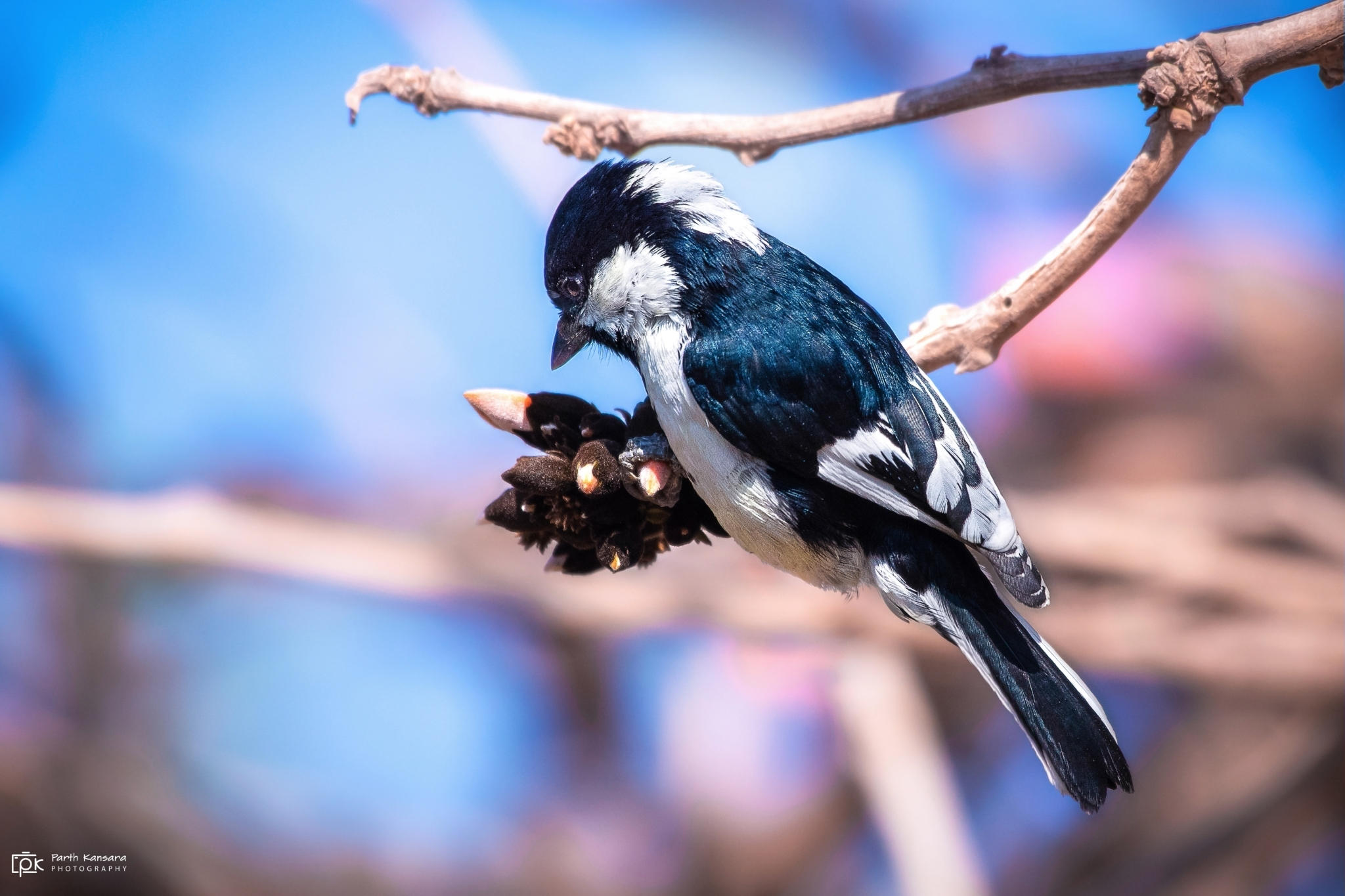
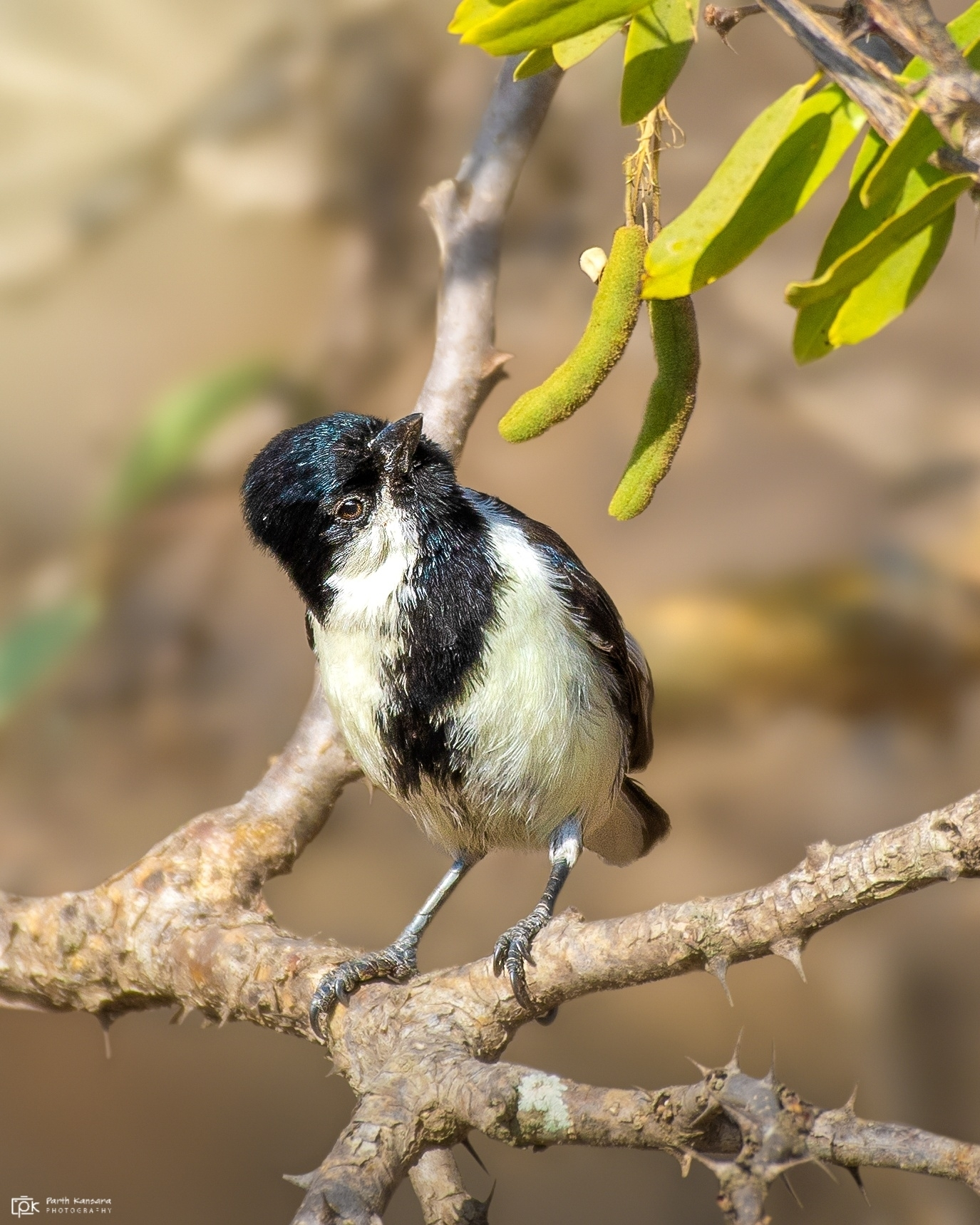
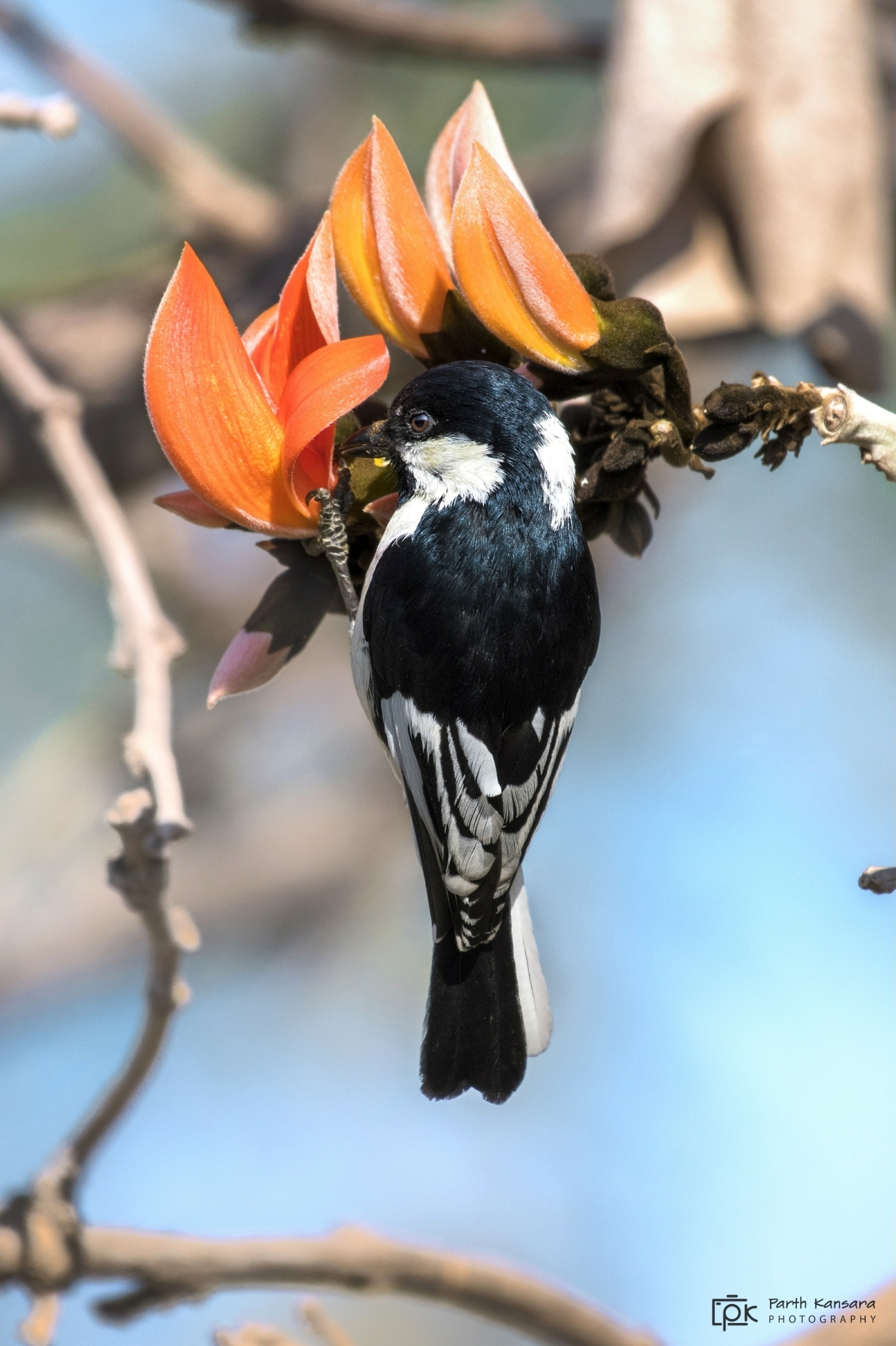
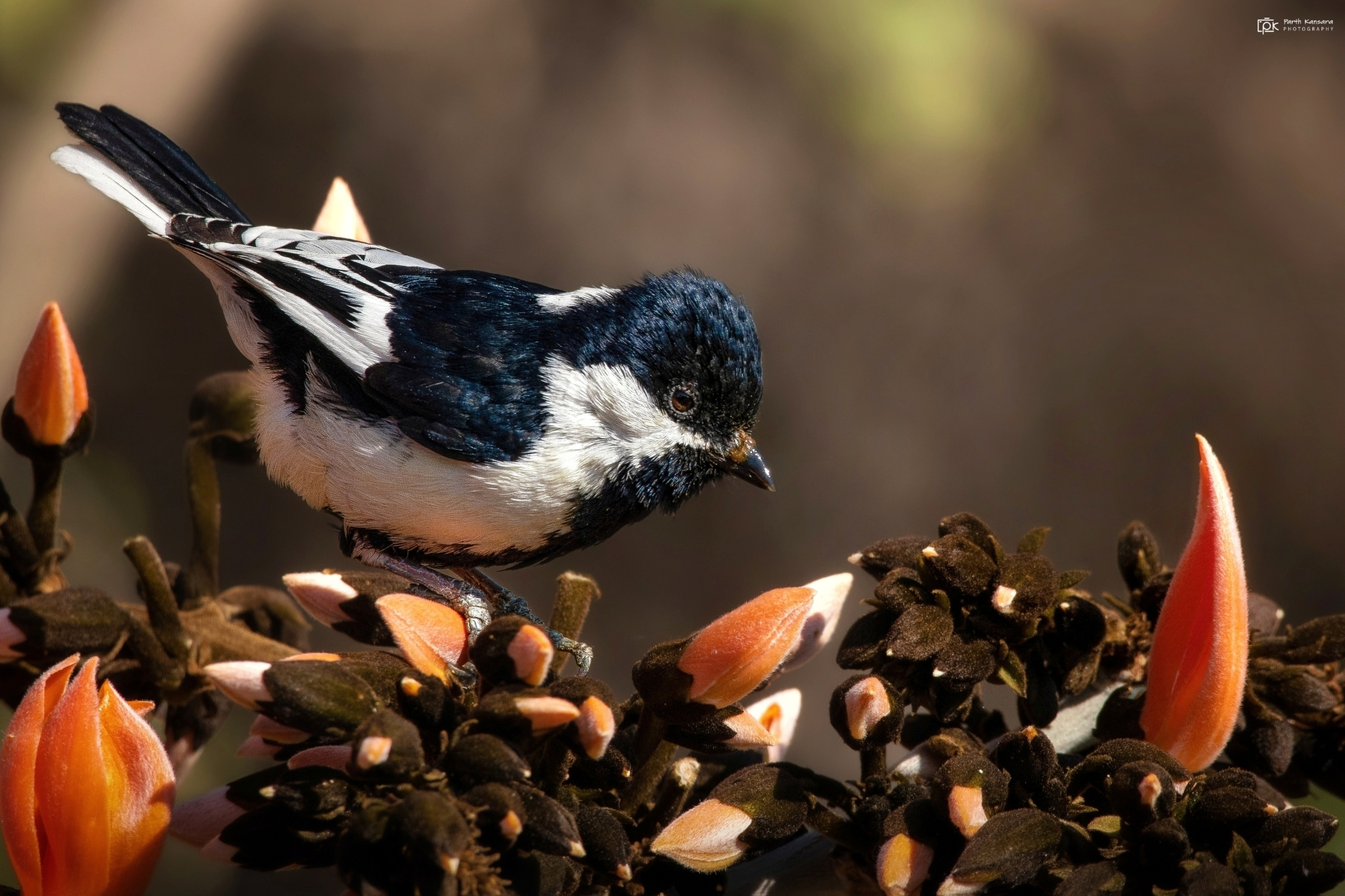